# (226) Weringia
(226) Weringia es un asteroide perteneciente al cinturón de asteroides descubierto el 19 de julio de 1882 por Johann Palisa desde el observatorio de Viena, Austria.
Está nombrado por el distrito vienés de Wäring.